# Therese Zenzová
Therese Zenzová (15. října 1932, Merzig – 22. října 2019) byla německá kanoistka. Reprezentovala Sársko na olympiádě 1952, kde obsadila deváté místo. Na mistrovství světa v rychlostní kanoistice v Mâconu 1954 vyhrála závod na 500 metrů a stala se tak jedinou mistryní světa v krátkých dějinách nezávislého Sárska. Od roku 1956 reprezentovala západní Německo, získala stříbrnou medaili na OH 1956, dvě bronzové na MS v Praze 1958 a dvě stříbrné na OH 1960. Po ukončení kariéry působila jako trenérka.